# Corbin Bernsen
Corbin Bernsen (n. 7 septembrie 1954, North Hollywood, California, SUA) este un actor și regizor de film american. A interpretat avocatul de divorțuri Arnold Becker în serialul dramatic NBC L.A. Law, în rolul Dr. Alan Feinstone în The Dentist, în rolul detectivului de poliție pensionat Henry Spencer în serialul de comedie dramatic USA Network Psych și în rolul lui Roger Dorn în filmele Indienii din Cleveland (1989), Indienii din Cleveland 2 (1994) și Indienii din Cleveland: Întoarcerea (1998). De asemenea, a apărut în mod regulat în The Resident, The Curse, General Hospital și Cuts și a avut apariții intermitente în Tânăr și neliniștit. A regizat filme ca Donna on Demand, Dead Air, Rust, 25 Hill și 3 Day Test.

## Filmografie

### Film
| An   | Titlu                                         | Rol                                        | Note                                                                           |
| ---- | --------------------------------------------- | ------------------------------------------ | ------------------------------------------------------------------------------ |
| 1967 | Clambake                                      | Roy                                        | nemenționat                                                                    |
| 1974 | Three the Hard Way                            | Boy                                        |                                                                                |
| 1976 | Eat My Dust!                                  | Roy Puire                                  |                                                                                |
| 1976 | King Kong                                     | Reporter                                   | nemenționat                                                                    |
| 1981 | S.O.B.                                        | Surfer on Beach                            |                                                                                |
| 1987 | Dead Aim                                      | Webster                                    |                                                                                |
| 1987 | Hello Again                                   | Jason Chadman                              |                                                                                |
| 1989 | Bert Rigby, You're a Fool                     | Jim Shirley                                |                                                                                |
| 1989 | Indienii din Cleveland                        | Roger Dorn                                 |                                                                                |
| 1989 | Disorganized Crime                            | Frank Salazar                              |                                                                                |
| 1991 | Shattered                                     | Jeb Scott                                  |                                                                                |
| 1992 | Frozen Assets                                 | Zach Shepard                               |                                                                                |
| 1993 | Fatal Inheritance                             | Woodward Dawes                             |                                                                                |
| 1993 | Ghost Brigade                                 | Col. Nehemiah Strayn                       |                                                                                |
| 1994 | The Soft Kill                                 | Martin Lewis                               |                                                                                |
| 1994 | Bud Bowl V                                    | Coach of Team Bud Light                    |                                                                                |
| 1994 | A Brilliant Disguise                          | Dr. Martin                                 |                                                                                |
| 1994 | Trigger Fast                                  | Brent Mallick                              |                                                                                |
| 1994 | Final Mission                                 | General Morgan Breslaw                     |                                                                                |
| 1994 | Major League II                               | Roger Dorn                                 |                                                                                |
| 1994 | Savage Land                                   | Quint                                      |                                                                                |
| 1994 | The New Age                                   | Kevin Bulasky                              |                                                                                |
| 1994 | Radioland Murders                             | Dexter Morris                              |                                                                                |
| 1995 | Someone to Die For                            | Jack Davis                                 |                                                                                |
| 1995 | Cover Me                                      | Andre Solloway                             |                                                                                |
| 1995 | Aurora: Operation Intercept                   | Flight Engineer Murphy                     |                                                                                |
| 1995 | Tales from the Hood                           | Duke Metger                                |                                                                                |
| 1995 | Temptress                                     | Nick                                       |                                                                                |
| 1995 | Baja                                          | John Stone                                 |                                                                                |
| 1996 | The Dentist                                   | Dr. Alan Feinstone                         |                                                                                |
| 1996 | The Great White Hype                          | Peter Prince                               |                                                                                |
| 1996 | Kounterfeit                                   | Marty Hopkins                              |                                                                                |
| 1997 | An American Affair                            | Dist. Atty. Sam Brady / Sen. John Crawford |                                                                                |
| 1997 | Menno's Mind                                  | Felix Medina                               |                                                                                |
| 1997 | Spacejacked                                   | Barnes                                     |                                                                                |
| 1998 | The Fairy King of Ar                          | Rob Preston                                |                                                                                |
| 1998 | Major League: Back to the Minors              | Roger Dorn                                 |                                                                                |
| 1998 | The Dentist 2                                 | Dr. Alan Feinstone                         |                                                                                |
| 1998 | The Misadventures of Margaret                 | Art Turner                                 |                                                                                |
| 1998 | Kiss of a Stranger                            | Mason                                      |                                                                                |
| 2000 | Rangers                                       | Senatorul                                  |                                                                                |
| 2000 | Delicate Instruments                          | Sam Livingstone                            |                                                                                |
| 2001 | Borderline Normal                             | Benjiman Walling                           |                                                                                |
| 2001 | Apocalypse IV: Judgment                       | Mitch Kendrick                             |                                                                                |
| 2001 | Rubbernecking                                 | Mr. Jones                                  |                                                                                |
| 2001 | Final Payback                                 | Mayor Richardson                           |                                                                                |
| 2001 | Killer Instinct                               | Jennings Wilhite                           |                                                                                |
| 2001 | Raptor                                        | Dr. Hyde                                   |                                                                                |
| 2002 | Fangs                                         | Carl Hart                                  |                                                                                |
| 2002 | The Tomorrow Man                              | Larry                                      |                                                                                |
| 2002 | Dead Above Ground                             | Mark Mallory                               |                                                                                |
| 2003 | The Commission                                | Rep. Gerald R. Ford                        |                                                                                |
| 2003 | The Company You Keep                          | Poindexter                                 |                                                                                |
| 2004 | Nightmare Boulevard                           | Jerry Martin                               |                                                                                |
| 2004 | Death and Texas                               | Coach Loren Stanley                        |                                                                                |
| 2005 | Raging Sharks                                 | Capt. Riley                                |                                                                                |
| 2005 | Kiss Kiss Bang Bang                           | Harlan Dexter                              | Nominalizare—Premiul Satellite pentru cel mai bun actor în rol secundar – film |
| 2005 | Carpool Guy                                   | Michael                                    | Și regizor și producător                                                       |
| 2006 | Submission                                    | Max                                        |                                                                                |
| 2006 | The Naked Ape                                 | Mr. Feldman                                |                                                                                |
| 2006 | Paid                                          | William Montague                           |                                                                                |
| 2006 | Last Sunset                                   | John Wayne                                 |                                                                                |
| 2007 | Pirate Camp                                   | Hookbeard                                  |                                                                                |
| 2008 | House of Fallen                               | Rowland                                    |                                                                                |
| 2009 | Donna on Demand                               | Ben Corbin                                 | Și regizor                                                                     |
| 2009 | Dead Air                                      | Dr. F                                      | Și regizor                                                                     |
| 2009 | Trapped                                       | Edward Hutton                              |                                                                                |
| 2010 | Rust                                          | James Moore                                | Și regizor, scenarist și producător                                            |
| 2010 | Closets                                       | Grant Erickson                             |                                                                                |
| 2010 | Across the Line: The Exodus of Charlie Wright | FBI Director Hill                          |                                                                                |
| 2011 | 25 Hill                                       | Roy Gibbs                                  | Și regizor, scenarist și producător                                            |
| 2011 | Bad Actress                                   | Rolul său                                  |                                                                                |
| 2011 | Suing the Devil                               | Barry Polk                                 |                                                                                |
| 2011 | The Big Year                                  | Gil Gordon                                 |                                                                                |
| 2011 | The Ascension                                 | Carl                                       |                                                                                |
| 2011 | Pizza Man                                     | Criswell                                   |                                                                                |
| 2012 | Lay the Favorite                              | Jerry                                      |                                                                                |
| 2012 | Lizzie                                        | Dr. Fredricks                              |                                                                                |
| 2012 | 3 Day Test                                    | Tom                                        | Și regizor, scenarist                                                          |
| 2012 | Gordon Family Tree                            | Ron Goodson                                |                                                                                |
| 2012 | Beyond the Heavens                            | Gus Henry                                  |                                                                                |
| 2014 | Fast Track                                    | Liam Sterling                              |                                                                                |
| 2014 | Christian Mingle                              | Matt                                       | Și regizor, scenarist                                                          |
| 2014 | The Last Straw                                | Mr. G.                                     |                                                                                |
| 2015 | Midland                                       | The Shepherd                               | Scurtmetraj                                                                    |
| 2015 | God's Club                                    | Max Graves                                 |                                                                                |
| 2016 | Prayer Never Fails                            | Joseph T. Harrington                       |                                                                                |
| 2016 | Dead Man Rising                               | Buck                                       |                                                                                |
| 2016 | The Elvis Room                                | Harker                                     | Scurtmetraj                                                                    |
| 2016 | In-Lawfully Yours                             | Father Grayson                             | Producător                                                                     |
| 2017 | Maximum Security                              | Price                                      |                                                                                |
| 2017 | Boone: The Bounty Hunter                      | Cage Bickle                                |                                                                                |
| 2017 | Distortion                                    | Dr. Eli Sutton                             |                                                                                |
| 2017 | My Daddy's in Heaven                          | Rick Adams                                 |                                                                                |
| 2018 | Surviving Theater 9                           | Tom                                        | Scurtmetraj                                                                    |
| 2018 | Reach                                         | Charles                                    |                                                                                |
| 2018 | The Russian Bride                             | Karl Frederick                             | [ 3 ]                                                                          |
| 2018 | Life with Dog                                 | Joe Bigler                                 |                                                                                |
| 2018 | Alone We Fight                                | Colonel Bradley Armstrong                  |                                                                                |
| 2018 | Eco-Teens Save the World!                     | Senatorul Jeremy Ryburn                    |                                                                                |
| 2019 | Faith, Hope & Love                            | Brian Fuller                               |                                                                                |
| 2019 | Swell                                         | Harold                                     |                                                                                |
| 2019 | When We Last Spoke                            | Walt                                       |                                                                                |
| 2019 | Cadia: The World Within                       | George                                     |                                                                                |
| 2019 | All Good Things                               | Pop-Pop                                    |                                                                                |
| 2019 | Sensory Perception                            | Mr. Friedrich                              |                                                                                |
| 2019 | Sunrise in Heaven                             | Jim                                        | a.k.a. Forever Love                                                            |
| 2020 | Connective Tissue                             | Dr. Epstein                                | Scurtmetraj                                                                    |
| 2020 | Roe v. Wade                                   | Harry Blackmun                             |                                                                                |
| 2020 | First Lady                                    | King Max                                   |                                                                                |
| 2020 | Mary for Mayor                                | Pat                                        |                                                                                |
| 2020 | A Deadly Legend                               | Matthias Leary                             |                                                                                |
| 2020 | The Unseen Realm                              | Himself                                    | [ 4 ]                                                                          |
| 2020 | The Farmer and the Belle: Saving Santaland    | Gran'Poppy                                 |                                                                                |
| 2020 | The Christmas Project 2                       | Grandpa George                             |                                                                                |
| 2020 | A Bennett Song Holiday                        | Aiden Neville                              |                                                                                |
| 2021 | Past Shadows                                  | Lewis Samuels                              |                                                                                |
| 2021 | Weekend Warriors                              | Chief Baumgardner                          |                                                                                |
| 2021 | The Hating Game                               | Bexley                                     |                                                                                |
| 2022 | Game Changer                                  | Iann Gabriel                               |                                                                                |
| 2022 | Repeater                                      | Edgar Mann                                 |                                                                                |
| 2023 | Left Behind: Rise of the Antichrist           | Steve Plank                                |                                                                                |
| 2023 | Herd                                          | Robert Miller                              |                                                                                |
| 2023 | Memory Box                                    | Father (voce)                              | Scurtmetraj                                                                    |
| 2023 | Christmas at Keestone                         | Clint Baker                                |                                                                                |
| 2024 | The Beldham                                   |                                            |                                                                                |

### Televiziune
| An        | Titlu                                       | Rol                            | Note |
| --------- | ------------------------------------------- | ------------------------------ | --- |
| 1979      | Flying High                                 | Dan Ellison                    | Episodul: "It Was Just One of Those Days" |
| 1980      | The Waltons                                 | Casey                          | Episodul: "The Medal" |
| 1984–1985 | Ryan's Hope                                 | Ken Graham                     | 5 episoade |
| 1986–1994 | L.A. Law                                    | Arnie Becker                   | 171 episoade Nominalizare—Golden Globe Award for Best Actor – Television Series Drama (1989–90) Nominalizare—Primetime Emmy Award for Outstanding Lead Actor in a Drama Series (1987–88) |
| 1987      | Matlock                                     | Rolul său                      | Episodul: "The Network" |
| 1988      | Mickey's 60th Birthday                      | Arnie Becker                   | Special TV |
| 1989      | Breaking Point                              | Pike                           | Film de televiziune |
| 1990      | Saturday Night Live                         | Rolul său                      | Episodul: "Corbin Bernsen/The Smithereens" |
| 1990      | Star Trek: Generația următoare              | Alt Q (nemenționat)            | Episodul: "Deja Q" |
| 1990      | Dear John                                   | Blake McCarron                 | Episodul: "Hole in One" |
| 1991      | Out of This World                           | Chad                           | Episodul: "Evie Nightinggale" |
| 1991      | Line of Fire: The Morris Dees Story         | Morris Dees                    | Film de televiziune |
| 1991      | Dead on the Money                           | Carter Matthews                | Film de televiziune |
| 1992      | Grass Roots                                 | Will Lee                       | Film de televiziune |
| 1992      | Seinfeld                                    | Rolul său                      | Episodul: "The Trip: Partea 1" |
| 1992      | Ring of the Musketeers                      | Harry                          | Film de televiziune |
| 1992      | Love Can Be Murder                          | Nick Peyton                    | Film de televiziune |
| 1993      | The Larry Sanders Show                      | Rolul său                      | Episodul: "The Stalker" |
| 1993      | Roc                                         | Jim Larson                     | Episodul: "The Millionaire Brother" |
| 1993      | Beyond Suspicion                            | Stan                           | Film de televiziune |
| 1994      | Guns of Honor                               | Brent Mallick                  | Film de televiziune |
| 1994      | The Nanny                                   | Glen Mitchell                  | Episodul: "Stock Tip" |
| 1994      | The Extraordinary                           | Rolul său (host)               | |
| 1994      | I Know My Son Is Alive                      | Dr. Mark Elshant               | Film de televiziune |
| 1994      | Where Are My Children?                      | Tom Scott                      | Film de televiziune |
| 1995      | Dangerous Intentions                        | Tim Williamson                 | Film de televiziune |
| 1995      | A Whole New Ballgame                        | Brett Sooner                   | 7 episoade |
| 1995      | In the Heat of the Night                    | Frank Cole                     | Episodul: "By Duty Bound" |
| 1995      | Tails You Live, Heads You're Dead           | Neil Jones/Roy Francis Netter  | Film de televiziune |
| 1995      | Murderous Intent                            | Brice                          | Film de televiziune |
| 1996      | Bloodhounds                                 | Harrison Coyle                 | Film de televiziune |
| 1996      | Murder on the Iditarod Trail                | Alex Jensen                    | Film de televiziune |
| 1996      | Inhumanoid                                  | Foster Carver                  | Film de televiziune |
| 1996      | Bloodhounds II                              | Harrison Coyle                 | Film de televiziune |
| 1996      | Full Circle                                 | Harrison Winslow               | Film de televiziune |
| 1996–1997 | The Cape                                    | USAF Col. Henry 'Bull' Eckert  | 17 episoade |
| 1997      | Touched by an Angel                         | Eric Weiss                     | Episodul: "Angel of Death" |
| 1997      | Tidal Wave: No Escape                       | John Wahl                      | Film de televiziune |
| 1998      | Loyal Opposition: Terror in the White House | Secret Service Agent John Gray | Film de televiziune |
| 1998      | Riddler's Moon                              | George                         | Film de televiziune |
| 1998      | Recipe for Revenge                          | Dr. Chester Winnifield         | Film de televiziune |
| 1998      | Young Hearts Unlimited                      | Brian                          | Film de televiziune |
| 1999      | Tracey Takes On...                          | Jack Dayton                    | Episodul: "Dating" |
| 1999      | 7th Heaven                                  | Ted Grant                      | Episodul: "Sometimes That's Just the Way It Is" |
| 1999      | Twice in a Lifetime                         | Roger Stovall/Bill Water       | Episodul: "Death and Taxes" |
| 1999      | Nash Bridges                                | Edward Jansen                  | Episodul: "Trade Off" |
| 1999      | Two of Hearts                               | Bruce Saunders                 | Film de televiziune |
| 1999–2004 | JAG                                         | Captain Owen Sebring           | 8 episoade |
| 2000      | Battery Park                                | Michael                        | Episodul: "Rabbit Punch" |
| 2000      | The Outer Limits                            | Virgil Nygard                  | Episodul: "Abaddon" |
| 2000      | Son of the Beach                            | Big Red Johnson                | Episodul: "Miso Honei" |
| 2000      | Beggars and Choosers                        | Sandy Peretz                   | Episodul: "Killer Sushi" |
| 2000      | Yes, Dear                                   | Gary Walden                    | Episodul: "Jimmy Gets a Job" |
| 2000      | Baywatch                                    | Barry Poe                      | Episodul: "Ties That Bind" |
| 2001      | The West Wing                               | Henry Shallick                 | 2 episoade |
| 2001      | V.I.P.                                      | Zack Henley                    | Episodul: "Val in Carnation" |
| 2001      | Jack & Jill                                 | Paul Barrett                   | 2 episoade |
| 2001      | Citizen Baines                              | Nicholas Tassler               | Episodul: "Three Days in November" |
| 2002      | The Weakest Link                            | Rolul său                      | Episodul: "L.A. Law Edition" |
| 2002      | Gentle Ben                                  | Fog Benson                     | Film de televiziune |
| 2002      | L.A. Law: The Movie                         | Arnie Becker                   | Film de televiziune |
| 2002      | Atomic Twister                              | Sheriff C. B. Bishop           | Film de televiziune |
| 2002      | I Saw Mommy Kissing Santa Claus             | David Carver                   | Film de televiziune |
| 2002      | The Santa Trap                              | Chief Tom Spivak               | Film de televiziune |
| 2003      | Gentle Ben 2                                | Fog Benson                     | Film de televiziune |
| 2003      | Love Comes Softly                           | Ben Graham                     | Film de televiziune |
| 2003      | Miss Match                                  | Stu 'Dr. Love' Scott           | Episodul: "Divorce Happens" |
| 2003      | L.A. Dragnet                                | Richard Atkins                 | Episodul: "All That Glitters" |
| 2003      | Celebrity Mole: Hawaii                      | Rolul său                      | 3 episoade |
| 2003      | Just Shoot Me!                              | Rolul său                      | Episodul: "For the Last Time, I Do" |
| 2004      | Third Watch                                 | Carter Savage                  | Episodul: "Rat Bastard" |
| 2004      | NYPD Blue                                   | Bob Cavanaugh                  | Episodul: "I Love My Wives, But Oh You Kid" |
| 2004      | Celebrity Mole: Yucatan                     | Rolul său                      | 2 episoade |
| 2004      | Call Me: The Rise and Fall of Heidi Fleiss  | Steve                          | Film de televiziune |
| 2004      | They Are Among Us                           | Norbert                        | Film de televiziune |
| 2004–2017 | The Young and the Restless                  | Father Todd Williams           | 22 episoade |
| 2004–2006 | General Hospital                            | John Durant                    | 5 episoade |
| 2005      | Palmetto Pointe                             | Old Ballplayer                 | Episodul: "All That You Can't Leave Behind" |
| 2005      | Law & Order: Criminal Intent                | William Hendry                 | Episodul: "Prisoner" |
| 2005      | Ordinary Miracles                           | David Woodbury                 | Film de televiziune |
| 2005–2006 | Cuts                                        | Jack Sherwood                  | 12 episoade |
| 2006      | Wheel of Fortune                            | Rolul său                      | Episodul: "Soap Stars 4" |
| 2006      | Boston Legal                                | Eli Granger                    | Episodul: "...There's Fire!" |
| 2006–2014 | Psych                                       | Henry Spencer                  | 111 episoade |
| 2007      | Masters of Horror                           | Ira                            | Episodul: "Right to Die" |
| 2008      | How Much Is Enough?                         | Host                           | 40 episoade |
| 2008      | Depth Charge                                | Captain Richards               | Film de televiziune |
| 2008      | Vipers                                      | Burton                         | Film de televiziune |
| 2008      | Confessions of a Go-Go Girl                 | Nick Harvey                    | Film de televiziune |
| 2008      | For the Love of Grace                       | Captain Washington             | Film de televiziune |
| 2009      | The New Adventures of Old Christine         | Howard                         | Episodul: "For Love or Money" |
| 2010      | Tim and Eric Awesome Show, Great Job!       | Rolul său                      | Episodul: "Comedy" |
| 2011      | Castle                                      | Lance Hastings                 | Episodul: "One Life to Lose" |
| 2011      | Criminal Minds                              | Jerry Grandin                  | Episodul: "Today I Do" |
| 2012      | Switched at Birth                           | James Wilkes Jr.               | Episodul: "Venus, Cupid, Folly and Time" |
| 2013      | The Glades                                  | Michael Longworth              | 3 episoade |
| 2013      | Hawaii Five-0                               | Henry Upton                    | Episodul: Kupouli 'la (Broken) |
| 2014      | Motive                                      | Dr. Matthews                   | Episodul: "Deception" |
| 2014      | Scorpion                                    | Bob Connelly                   | Episodul: "Shorthanded" |
| 2014      | The League                                  | Bruce                          | Episodul: "Man Land" |
| 2014      | Anger Management                            | Roger                          | Episodul: "Charlie & The 100th Episode" |
| 2015      | Grace and Frankie                           | Dr. Paul Mason                 | Episodul: "The Fall" |
| 2015      | NCIS: New Orleans                           | Navy Admiral Adam Huntley      | Episodul: "The Abyss" |
| 2015      | It Had to Be You                            | Nolan Powell                   | Film de televiziune |
| 2017      | Powerless                                   | Vanderveer Wayne Sr.           | Episodul: "Sinking Day" |
| 2017      | Zei americani                               | Vulcan                         | Episodul: "A Murder of Gods" |
| 2017      | Psych: The Movie                            | Henry Spencer                  | Film de televiziune |
| 2018      | Hap and Leonard                             | Chief Cantuck                  | 4 episoade |
| 2018      | Billions                                    | Bill McGann                    | 2 episoade |
| 2018      | The Kominsky Method                         | Rolul său                      | Episodul: "Chapter 3: A Prostate Enlarges" |
| 2018–2021 | Magnum P.I.                                 | Francis "Icepick" Hofstetler   | 4 episoade |
| 2019–2022 | The Resident                                | Kyle Nevin                     | 15 episoade |
| 2019      | The Punisher                                | Anderson Schultz               | 4 episoade |
| 2019      | Fresh Off the Boat                          | Mervin                         | Episodul: "Help Unwanted?" |
| 2020      | Tommy                                       | Milton Leakey                  | 4 episoade |
| 2020      | Psych 2: Lassie Come Home                   | Henry Spencer                  | Film de televiziune |
| 2021      | Psych 3: This Is Gus                        | Henry Spencer                  | Film de televiziune |
| 2022      | City on a Hill                              | Sinclair Dryden                | 7 episoade |
| 2023      | East New York                               | Duke Jacobs                    | 2 episoade |
| 2023      | White House Plumbers                        | Richard Kleindienst            | Miniserial |
| 2023      | The Curse                                   | Paul                           | |
| 2024      | Clipped                                     | Pierce O'Donnell               | 3 episoade. Miniserial |
| TBA       | Your Friends and Neighbors                  |                                | Serial viitor |